# Georg Luger
Georg Johann Luger (n. 6 martie 1849, Steinach am Brenner⁠(d), Tirol, Austria – d. 22 decembrie 1923, Schöneiche bei Berlin, Reich-ul German) a fost un proiectant austriac de arme, care a creat celebrul pistol Luger și cartușele 9×19mm Parabellum.

## Primii ani și serviciul militar
Georg Luger s-a născut în Steinach am Brenner, Tirol, în familia chirurgului dr. Bartholomaeus von Luger. După nașterea lui Georg, familia lui s-a mutat în Italia, unde dr. Luger a predat la Universitatea din Padova. Georg a crescut acolo, având italiana ca a doua limbă maternă, și a absolvit Grundschule (școala primară) și Gimnaziul (școală preuniversitară) în orașul Padova stăpânit atunci de austrieci. După absolvire, părinții lui l-au trimis la Viena, unde a studiat la Wiener Handelsakademie (Academia Comercială din Viena), predecesoarea actualei Școli de Afaceri din Viena.
În octombrie 1867, Luger s-a oferit voluntar pentru serviciul militar ca ofițer în rezervă în Regimentul 78 Infanterie. El a fost promovat la gradul de Cadett-Caporal (cadet caporal) la 1 iunie 1868 și Faehnrich (stegar) la 1 octombrie 1868. Priceperea de țintaș a lui Luger l-a adus în atenția superiorilor săi; el a fost trimis la Școala Militară din Camp Bruckneudorf, unde a devenit curând instructor. Acolo, a început să manifeste un interes pentru sistemele de încărcare automată a armelor. În 1871 Luger a fost promovat Leutnant der Reserve (locotenent) și a fost trecut în rezervă.

## Familie
Luger s-a căsătorit cu Elisabeth Josefa Dufek în 1873. S-a mutat cu ea la Viena și au avut trei copii (în ordine):
- Georg Franz Luger
- Julius Wilhelm Bartholomaeus Luger (născut pe 16 martie 1880)
- Friedrich Alexander Georg Luger (născut pe 26 aprilie 1884)

Primul fiu al lui Luger, Georg Franz, a devenit inginer civil și i s-a alăturat tatălui său în activitatea de proiectare a armamentului. Cel de-al doilea fiu a lupta cu gradul de Hauptmann d.R. (căpitan rezervist) în Primul Război Mondial, căzând pe frontul din Galiția în 1915.

## După demobilizare
După ce a părăsit armata, Luger a lucrat pe post de contabil și mai târziu în administrarea Jockey Club, unul dintre principalele locuri de întâlnire ale elitei vieneze.
El l-a întâlnit pe Ferdinand von Mannlicher în preajma anului 1875 și cei doi au colaborat la proiectarea magaziilor puștilor, ceea ce a evidențiat talentul latent al lui Luger în proiectarea armelor de foc.
În 1891 Luger a fost angajat de compania Ludwig Loewe & Company (Berlin, Germania) și a devenit, treptat, proiectant consultant.
În 1894 a fost trimis pentru a demonstra calitățile unei arme proiectate de Hugo Borchardt, fabricate de Deutsche Waffen und Munitions Fabriken (DWM) (care era o succesoare a companiei lui Loewe, apărută după moartea fondatorului) unor ofițeri ai Armatei SUA. Reprezentanții militari americani au respins pistolul, dar, atent la critici, Luger a îmbunătățit arma, creând pistolul Parabellum (numit în mod popular Luger), pe care l-a brevetat în 1898. Acest pistol a reprezentat un succes atât pentru Luger, cât și pentru DWM.
Contractul lui Luger cu DWM a fost anulat în anul 1919, iar el a dat în judecată compania pentru plata redevențelor generate de brevet, având succes Cu toate acestea Luger și-a pierdut toate economiile în acest proces.